# 山崎達郎
山崎 達郎（やまざき たつろう、1920年6月28日 - 2016年11月4日）は、日本のバーテンダー。北海道札幌市すすきのに「BARやまざき」を開業し、札幌市にオーセンティックバーが広まることに貢献した。
存命中は「日本最高齢のバーテンダー」とも称された。北海道バーテンダーの草分けとも呼ばれる。

## 略歴
1920年、東京都小石川区（現・文京区）に生まれる。幼い頃は、絵を描くのが好きで、画家を志望したこともある。両親を亡くしたことにより、1937年頃より染め物関係の仕事に就くが、第二次世界大戦が始まると衛生兵として招集され、陸軍病院へ。軍医学校の勤務中に終戦を迎える。この体験から医療への道にも関心を持った。
軍隊時代の友人の紹介で、1946年12月よりGHQ接収中の東京會舘にバーテンダーとして勤務する。当初はハウスマン（雑役）であったが酒場主任から誘われたこともあり雑役よりは良いと喜んで異動した。並行して文化学院を卒業、東京芸術大学の聴講生となるなど、画家への夢も捨てきれずにいた。連合国軍将校クラブとして利用されていた綱町三井倶楽部でも働き、訪日したヘレン・ケラーを目撃している。
東京會舘のチーフバーテンダーだった本多春吉に札幌行きを持ちかけられ、「北海道の景色を描ける」と、とりあえず1年の予定で1953年に札幌へ移住し、チーフバーテンダーとして「舶来居酒屋モンタナ」に勤務する。1957年には財界の常連客に独立の話を持ちかけられたが、その常連客に借金を残された上に独立資金をだまし取られ持ち逃げされる詐欺に遭ってしまう。しかしながら、見舞金や資金代わりに山崎の絵を購入する常連客などに恵まれ、1958年に「BARやまざき」を開店。高度成長期という時代背景もあって経営は順調で借入金を完済するまでになった。1975年に火災で一度は店を失うものの、翌1976年にはオーセンティックバーとして現在の克美ビルに「BARやまざき」を再建した。
1987年、日本バーテンダー協会北海道地区名誉会長に就任する。
1993年に勲六等単光旭日章を受章する。
90歳を過ぎても店に立っていたが晩年は体調を考慮し1時間ほど顔を出す程度であった。それでも店を去る際には居合わせた客全てに「お先に失礼します」と挨拶をするのが通例であった。2015年秋頃より体調を崩しカウンターには立たず、常連客と会話するていどであったが、2016年8月からは自宅療養を行っていた。
2016年11月4日、悪性リンパ腫のため死去、生涯現役を貫き通した。
山崎の逝去後「BARやまざき」は子息が経営に携わり、主に生前の山崎に教えを受けたスタッフ達の手により現在も営業を続けている。

## エピソード
- 生前に山崎本人が考案したオリジナルカクテルのレシピは200以上と言われる[10]。オリジナルカクテルのうち、3分の1以上に女性の名前が付けられている[10]。
- BARやまざきには、山崎が制作した客の横顔の切り絵があり、その数は5万点を超えている。店の看板も山崎の横顔をシルエットにしたものであり、店のシンボルとして知名度が高い[6]。
- 弟子となるバーテンダーは1000人と言われる[6]。
- 山崎自身は酒が弱いこともあり、ほとんど飲まなかった[8]。山崎の先輩バーテンダーたちはホテルバー出身ということもあり、勤務中に酒や煙草をのまなかったというのもある[8]。
- BARやまざきで修業し、独立したバーテンダーは多いが、そろって「修行時代に山崎から怒られたことは一度もない」とコメントしている[8]。これは「師匠が怖い存在だと弟子は師匠の顔色をうかがい、客への注意が疎かになる」という山崎の考え方にもよるものである[8]。

## 賞歴
- 1975年 全日本バーテンダー協会全国コンクール 優勝[2]
- 1976年 国際バーテンダー協会コンクール・ミラノ大会 2位入賞[2]
- 2010年 日本バーテンダー協会最高賞ミスター・バーテンダー 受賞[2]

## 著作
- すすきのバーテンダー物語 （2000年、北海道新聞社、ISBN 9784894531055）
- BARやまざき （2009年、北海道新聞社、ISBN 9784894534896）

## 関連
- サッポロ (カクテル) - 山崎が考案したカクテルの1つ。